# Рохмавати, Ика Юлиана
Ика Юлиана Рохмавати (индон. Ika Yuliana Rochmawati; род. 2 июля 1989, Боджонегоро, Восточная Ява) — индонезийская лучница, выступающая в соревнованиях по стрельбе из олимпийского лука. Участница трёх Олимпийских игр 2008, 2012 и 2016 годов. Её лучший результат — девятое место в 2012 году.

## Карьера
Ика Юлиана родилась 2 июля 1989 года.
На летних Олимпийских играх 2008 года в Пекине Рохмавати завершила рейтинговый раунд с результатом 621 очка, что позволило ей стать 41-й сеяной в финальной сетке соревнований. Её первой соперницей в плей-офф оказалась Дженнифер Николс из США, которая победила индонезийку со счётом 101:114.
На Олимпийских играх 2012 года Рохмавати завершила рейтинговый раунд на 40-м месте, но затем в плей-офф она победила третью сеяную, китаянку Ютин Фан со счётом 6:4. На стадии 1/16 финала она победила британку Эми Оливер со счётом 7:1, но 1 августа 2012 в 1/8 финала она завершила соревнования, уступив россиянке Ксении Перовой.
10 августа 2014 года Ика Юлиана Рохмавати впервые принесла своей стране золотую медаль этапа Кубка мира, победив в индивидуальных соревнованиях во Вроцлаве. В финале индонезийка победила китаянку Сю Цзин.
На Олимпийских играх 2016 года она проиграла в перестрелке британке Наоми Фолкард и выбыла в первом раунде, будучи 42-й после рейтингового раунда.